# Li Xueqin
Li Xueqin  (28 de março de 1933 - 24 de fevereiro de 2019) foi um historiador, professor, arqueólogo e paleógrafo e chinês.
Xueqin foi considerado um dos historiadores chineses mais importantes de sua época. Possuía uma rara capacidade de realizar excelentes pesquisas, enquanto atendia as exigências do Partido Comunista de seu país. Foi um autor prolífico, tendo vários de suas obras traduzidas para a língua inglesa, como  Eastern Zhou and Qin Civilizations, The Wonder of Chinese Bronzes, Chinese Bronzes: a General Introduction, e The Glorious Traditions of Chinese Bronzes.
De 1985 a 1988, atuou como vice-diretor do Instituto de História da Academia Chinesa de Ciências Sociais, tornando-se posteriormente diretor. 
Morreu em Pequim em 24 de fevereiro de 2019, aos 85 anos de idade.